# 張敬修 (道光進士)
張敬修（？—？），字雨农，湖南善化人，清朝政治人物、进士出身。

## 生平
道光十五年，登進士。于京师创立洋痘局。